# Паново (Гагаринский район)
Паново — деревня в Гагаринском районе Смоленской области России. Входит в состав Гагаринского сельского поселения. По состоянию на 2018 год имеет население 16 человек.
Расположена в северо-восточной части области в 19 км к северо-востоку от Гагарина, в 26 км севернее автодороги М1 «Беларусь», на берегу реки Олеля. В 21 км южнее деревни расположена железнодорожная станция Гагарин на линии Москва — Минск.

## История
В годы Великой Отечественной войны деревня была оккупирована гитлеровскими войсками в октябре 1941 года, освобождена в марте 1943 года.  